# Kwatu
Kwatu is een bestuurslaag in het regentschap Mojokerto van de provincie Oost-Java, Indonesië. Kwatu telt 2692 inwoners (volkstelling 2010).